# Národní park Tucholské bory

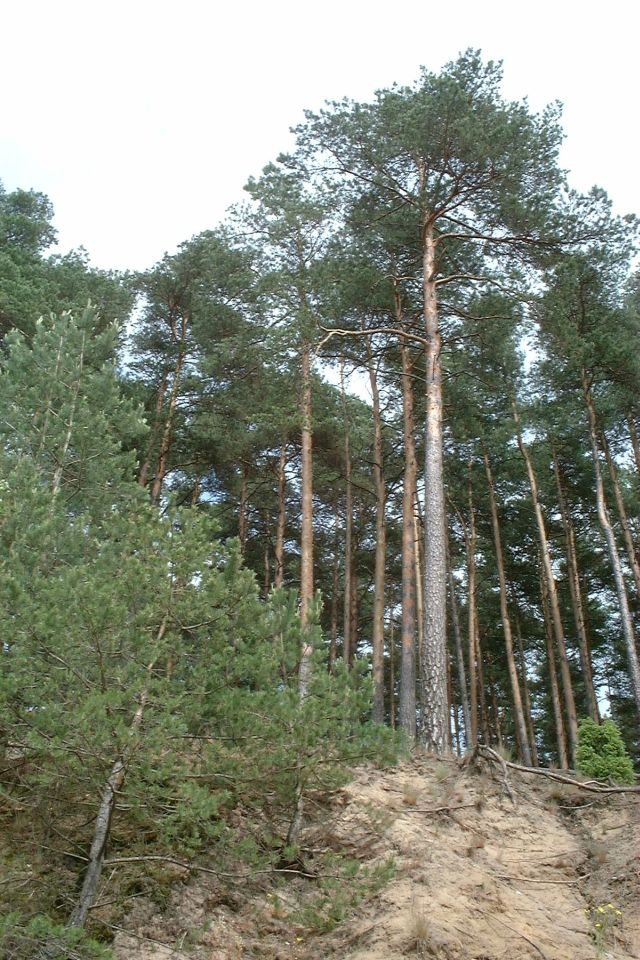
borovice v Národním parku Tucholské bory

Národní park Tucholské bory (polsky Park Narodowy Bory Tucholskie) je národní park v Polsku, který byl založen v červenci 1996. Rozkládá se na ploše 46,13 km2 a tvoří jej lesy, louky, jezera a rašelinišť. Park se nachází v severní části Polska, ve vojvodství Pomorskie, poblíž obcí Chojnice, Brusy, Charzykowy v srdci Tucholských borů, největším zalesněném území v Polsku. Správa parku je v obci, která se nachází 3 km od Chojnic. Nachází se v sousedství větší chráněné krajinné oblasti zvané Zaborski Park.
V parku se nachází na 21 jezer, největším a nejhlubším jezerem je jezero Ostrowite. Osm z nich je propojeno a vytváří řetězec nazývá „Struga Siedmiu Jezior“.
První návrh národního parku předpokládal, že národní park bude zahrnovat 130 čtverečních kilometrů, ale po četných jednáních s místními úřady bylo rozhodnuto, že by ohraničoval pouze oblast zvanou Struga Siedmiu Jezior. Pozemky začleněny do národního parku byly státním majetkem , nikoliv soukromým vlastnictvím. Lesy, louky a rašeliniště byly dříve součástí lesní rezervace Rytel a jezery byly spravovány státní správou zemědělského půdního fondu.

Logo parku

## Geologie
Oblast v okolí Tucholského boru byla formována skandinávským ledovcem, takže se rozkládá v písčitých rovinách. Tyto roviny jsou rozděleny na četné duny a jezera. Jezera jsou dlouhé a úzké, tvoří dlouhé kanály, z nichž nejdelší je 17 km. Půda v parku je nekvalitní.
V rámci parku je největší uskupení vnitrozemských dun v Tucholských borech. Charakteristickým rysem povrchu po činnosti ledovce jsou podlouhlá údolí soustředěná jedním směrem, rýhy. Příkladem je Rynna Jeziora Charzykowskiego, kousek od západní hranice parku. "Wytopiska" , ledovcová jezera byla vytvořena po roztání ledovce.Mají tvar kotle, cesty, nebo nepravidelné kapky v oblasti. V parku se nachází více než 20 jezer v parku, z nichž některé mají křišťálově čistou vody (např. Gacno Wielkie a Gacno Male, Nierybno, Gluche). Můžeme tady najít mnoho druhů (asi 25) ryb a také populaci evropského bobra.

## Flora
Parku dominují bory, včetně suchých borů, které se zde vyskytují vedle nich mokřadních stanovišť. Najdeme zde 640 druhů rostlin. Roste zde mnoho vzácných druhů specifických pro chudé (na výživu), oligotrofní biotopy, které jsou ohroženy především eutrofizací. Rostliny zde jsou pozůstatky ledovcové (glaciální) flóry. Roste zde arkticko-alpská, boreálně-alpská a borealní květena. Patří k nim mimo jiné Violka olysalá (Viola epipsila), stulík malý (Nuphar pumila (Timm) DC.), Stellaria crassifolia Ehrh., lomikámen bažinný (Saxifraga hirculus (L.) Scop.), třtina přehlížená (Calamagrostis stricta (L.) Roth), ostřice šlahounovitá (Carex chordorrhiza L.), zimozel severní (Linnaea borealis), měkčilka jednolistá (Malaxis monophyllos (L.) Sw.), leknín bělostný (Nymphaea candida), rojovník bahenní (Ledum palustre), vlochyně (Vaccinium uliginosum), šícha černá (Empetrum nigrum) a hadilka obecná (Ophioglossum vulgatum L.).
V čisté vodě jezer se vyskytují lobelka vodní (Lobelia dortmanna), žabníček vzplývavý (Luronium natans L.), šídlatka jelení (Isoëtes lacustris L.).
Vzácně zde roste javor. Můžete často najít duby, buky, habry, ale borovic převládají.

## Fauna
Žije zde
- 43 druhů savců, 7 druhů netopýrů,
- 144 druhů ptáků, včetně 108 chovaných druhů a 35 tažných ptáků,
- 6 druhů plazů (všechny typické pro Polské nížiny),
- 13 druhů obojživelníků,
- 25 druhů ryb, včetně pstruha duhového[3]

Národní park je rájem pro ptáky - je zde 144 druhů ptáků. Jeřáb, čáp černý (Ciconia nigra),volavka popelavá (Ardea cinerea), kormoráni, labuť (Cygnus) a sokol stěhovavý (Falco peregrinus).
Symbolem parku je tetřev hlušec- donedávna byl běžný v této oblasti, především v lesích kolem Klosnowo. Nyní orgány národním parku, vytváří plán na obnovení původních stavů tohoto ptáka. Ze savců zde najdeme například vlka. Obzvláště důležitou součástí fauny jsou netopýři - několika druhům z nich se v parku daří.

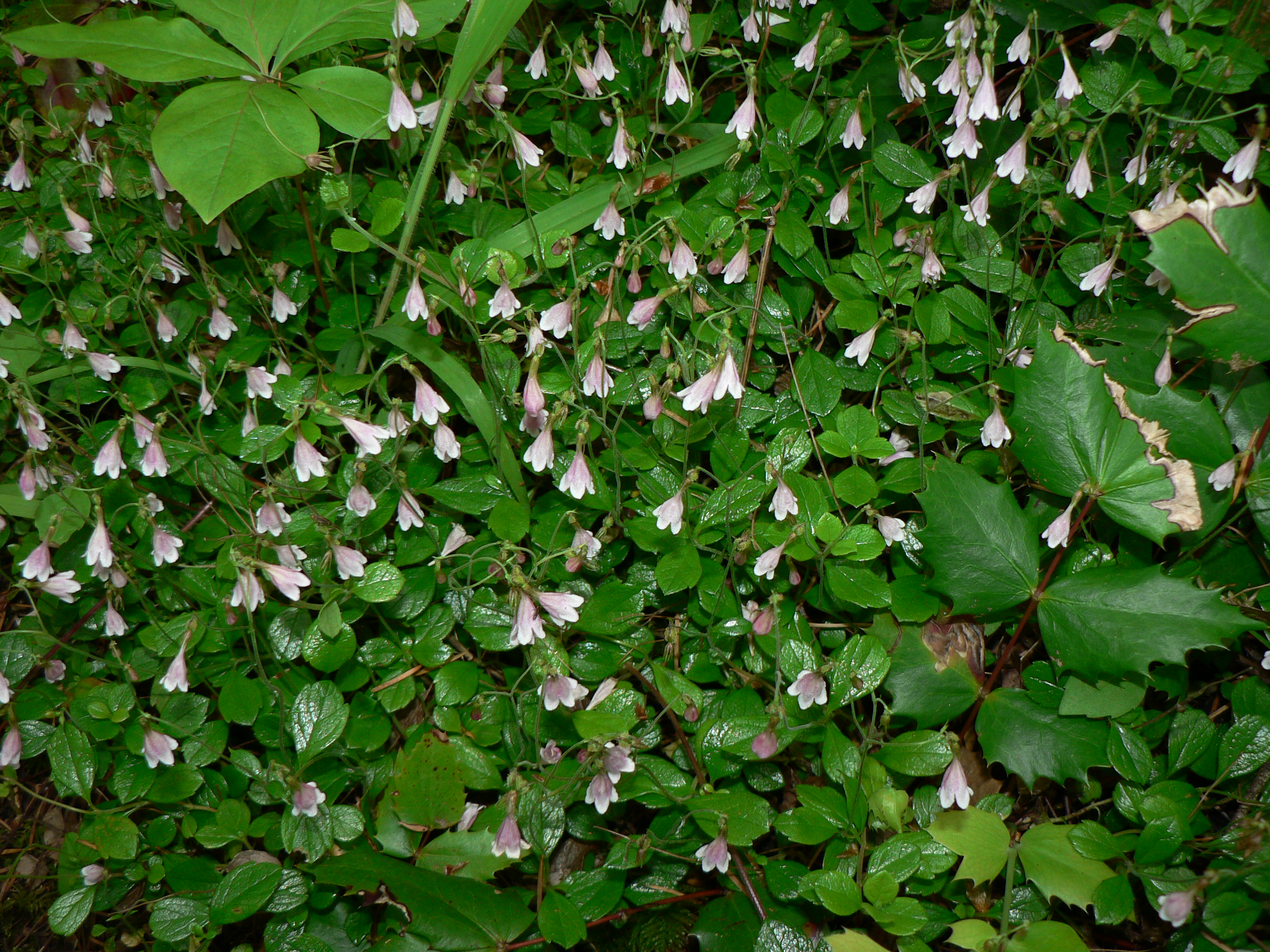
zimozel severní (Linnaea borealis)

## Turistika
Nejdůležitější turistická střediska Tucholského boru se nachází u jezer Charzykowskie a Karsinskie. V posledních letech se stala populární i agro-turistika - např. v obci Swornegacie. V řece Brda je kajakářská stezka.
Jezero Charzykowy je známé jako místo zrodu polského jachtingu. Jezero Charzykowy nabízí dobrý jachtařské podmínky, a to jak v létě a v zimě. Existuje několik cyklostezek, které umožňují seznámit se na kole s turistickými atrakcemi Tucholského boru. Kromě toho je Tucholský bor je propleten mnoha turistickými trasami - mezi nimi je i Kaszubski Trasa z Chojnice do Wiela.